# Кулла (Эстония)
Ку́лла (эст. Kulla) — деревня в волости Мулги уезда Вильяндимаа, Эстония.
До административной реформы местных самоуправлений Эстонии 2017 года входила в состав волости Халлисте (упразднена).

## География и описание
Расположена в 23 км к югу от уездного центра — города Вильянди. Высота над уровнем моря — 73 метра.  
Климат умеренный. Официальный язык — эстонский. Почтовый индекс — 69509.

## Население
По данным переписи населения 2021 года, в Кулла насчитывалось 94 жителя, из них 92 (97,9 %) — эстонцы.
По данным переписи населения 2011 года в деревне проживали 64 человека, из них 63 (98,4 %) — эстонцы.
Численность населения деревни Кулла по данным переписей населения:
| Год  | 1959 | 1970  | 1979  | 1989  | 2000 | 2011 | 2021 |
| ---- | ---- | ----- | ----- | ----- | ---- | ---- | ---- |
| Чел. | 171  | ↘ 132 | ↗ 142 | ↘ 112 | ↘ 99 | ↘ 64 | ↗ 94 |

## История

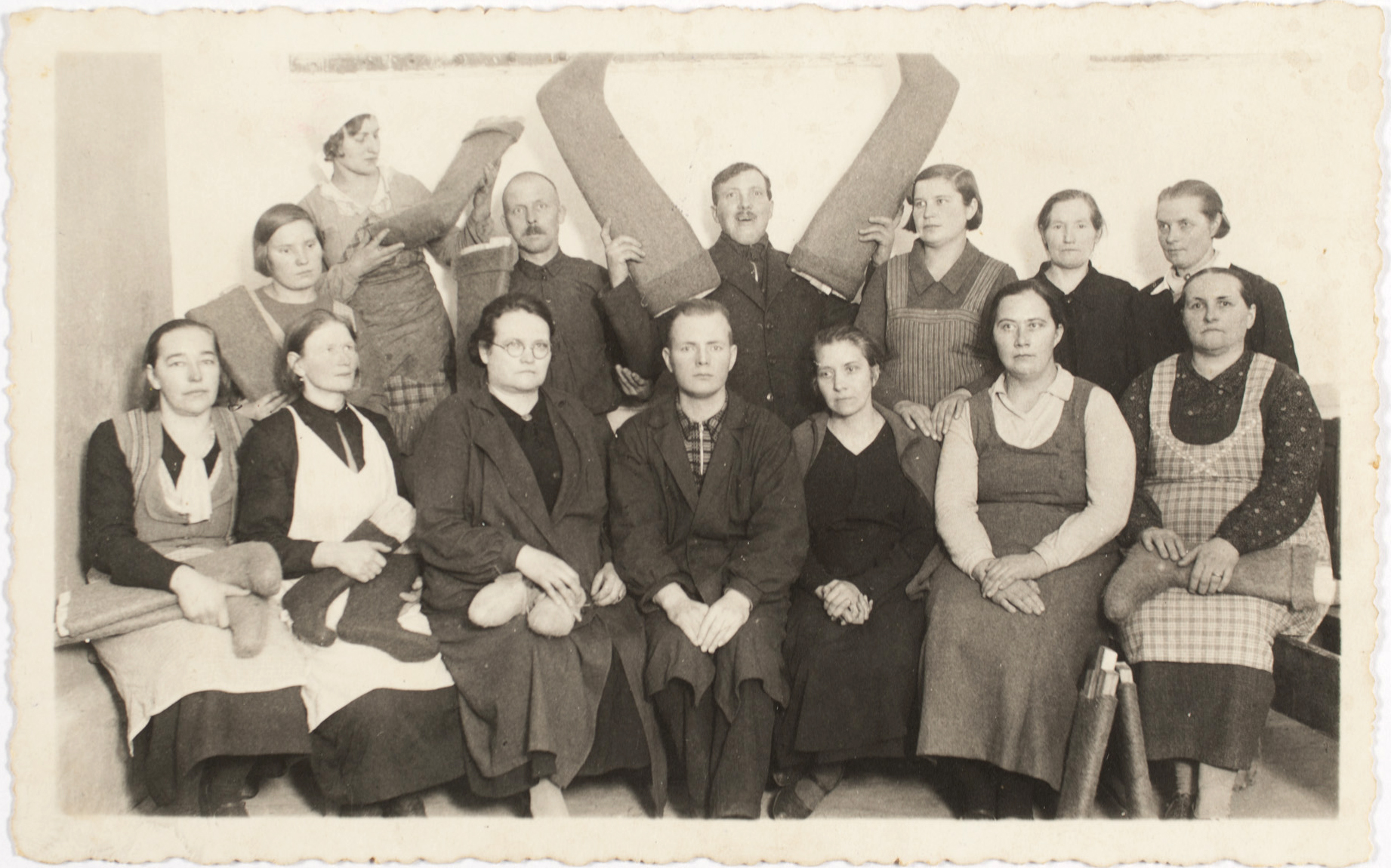
Участники курсов валяния валенок, деревня Кулла, 1938 год

В источниках 1839 года упоминается Kulla (корчма). Поселение Кулла возникло вокруг корчмы во второй половине XIX века. В XX веке имело статус посёлка, с 1977 года официально стало деревней. В 1977 году, в период кампании по укрупнению деревень, с Кулла была объединена деревня Кауби (эст. Kaubi). Юго-западная часть деревни известна под названием Кукси (эст. Kuksi).
В советское время деревня относилась к колхозу «Халлисте».
В 1951 году на расположенной на территории деревни братской могиле жертв фашистского террора (исторический памятник с 1997 до 2023 года), был установлен памятник с надписью «Бойцам Советской армии, павшим в Великой Отечественной войне 1941—1945». Могила расположена за северо-восточной границей кладбища посёлка Халлисте. По советским данным, здесь похоронено 37–40 военных и гражданских лиц. В протоколе от 30 ноября 2022 года рабочая группа по советским памятникам при Госканцелярии Эстонии признала памятник «красным монументом», подлежащим удалению из общественного пространства. Памятник был демонтирован в 2023 году (см. Список советских военных памятников Эстонии).

## Происхождение топонима
Название деревни происходит от фамилии крестьянина Кулд (эст. kuld~kulla — «золото»). Фамилия Кулд встречается в этом регионе уже в первой половине XIX века.

## Комментарии
1. ↑  Эстонские топонимы, оканчивающиеся на -а, не склоняются и не имеют женского рода (исключение — Нарва)[6].